# Детское (Нестеровский район)
Де́тское — посёлок в Нестеровском муниципальном округе Калининградской области России.

## История
В 1938 году деревня Киндервайтшен (нем. Kinderweitschen) переименована в Киндерхаузен (нем. Kinderhausen). В 1947 году указом Президиума Верховного Совета РСФСР населённому пункту присвоено наименование посёлок Детское, причём новое название практически идентично прежнему.

## Население
| 1910 | 1933 | 1939 | 2002 | 2010 |
| ---- | ---- | ---- | ---- | ---- |
| 125  | ↗212 | ↘208 | ↘204 | ↘154 |

## Улицы
- ул. Детская,
- ул. Новая,
- ул. Центральная.